# Canneto Pavese
Canneto Pavese (Caneed in dialetto oltrepadano) è un comune italiano di 1 276 abitanti della provincia di Pavia in Lombardia. Si trova sulle colline dell'Oltrepò Pavese, tra le valli Versa e Scuropasso, in posizione dominante rispetto alle cittadine di Broni e Stradella. Con i comuni di Montescano e Castana, forma l'Unione dei Comuni di Prima Collina.

## Storia
Il territorio dell'attuale comune di Canneto Pavese comprende numerosi centri che ebbero in passato l'autonomia comunale e spesso una storia non oscura: Canneto, Beria, Vigalone, Monteveneroso e soprattutto Montù de' Gabbi.
Vigalone è citato nel diploma del 1164 con cui Federico I concede a Pavia il predominio sulla zona; e forse anche Monteveneroso (che appare come Monterosus). Nell'elenco delle terre pavesi del 1250 compaiono ormai tutti questi centri. Quello più importante, di cui gli altri seguirono le sorti, era Montù de Gabbi, dove Montù sta per Monte Acuto; era detto anche Montuè ovvero Monte Acutello. Esso era noto già nell'XI secolo. Appartenne ai Gabbi fino al XV secolo, poi probabilmente il potere fu usurpato dai Beccaria, che lo unirono al feudo di Broni; nelle successive spartizioni di questo feudo, non è chiara la sorte; comunque nel 1528 giunse ai Valperga e nel secolo successivo ai Candiani di Pavia, divenuti poi Rota Candiani. Tra i comuni del feudo, Canneto, sede della parrocchia, appare già nel XVII secolo essere aggregato a Montù de' Gabbi. Nel secolo successivo Biria e Vigalone mantengono l'autonomia, ma prima del 1783 sono anch'essi uniti a Montù. Rimane autonomo Monteveneroso, che sarà unito a Montù solo all'inizio del secolo successivo. Notiamo che al feudo di Montù de' Gabbi apparteneva anche Torre Sacchetti, anch'esso un piccolo comune che fu poi in gran parte unito a Stradella.
Soltanto nel 1885 il comune di Montù de' Gabbi ricevette il nuovo nome di Canneto Pavese.

### Simboli
Lo stemma e il gonfalone sono stati approvati con delibera del consiglio comunale del 30 maggio 1961 e concessi con decreto del presidente della Repubblica del 16 maggio 1962.
Il gelso rappresenta la bachicoltura e la vite l'attività vitivinicola; la campagna verde fa riferimento alla fertilità del suolo e al suo sfruttamento agricolo. Il castello in capo allo scudo ricorda quello di Canneto Pavese di cui ora rimangono solo pochi ruderi nella frazione di Montuè.
Il gonfalone è un drappo partito di verde e di bianco.

## Monumenti e luoghi di interesse
- Durante gli anni 20' il castello di Montù dei Gabbi, proprietà dei Rota Candiani, che dominava l'abitato di Montù, fu venduto ad altri, e quasi completamente demolito. Questo castello ospitò anche Carolina Amalia di Brunswick moglie di Giorgio IV del Regno Unito nel 1815.

- Nel 2017 è  stata inaugurata  una targa in memoria del concittadino Ezio Sclavi, famoso  calciatore di Lazio, Juventus e Nazionale, vicino alla chiesa parrocchiale di San Siro.

## Società

### Evoluzione demografica
Abitanti censiti

## Amministrazione

### Comunità montane
Fino al 2009 faceva parte della fascia bassa della Comunità montana Oltrepò Pavese.